# 나탈다이커
나탈다이커(Cephalophus natalensis)는 아프리카 중부와 남부에서 발견되는 작은 영양의 일종이다. 영양아과 다이커영양족에 속하는 현존하는 22종의 다이커 중의 하나이다. 나탈다이커는 다이커영양(커먼다이커)와 많이 닮았지만, 크기는 더 작고 붉은 모피 색에서 차이가 난다. 1999년에 추산한 야생 나탈다이커의 개체 수는 약 42,000여 마리이다.